# Абдулає Ідрісса Майга
Абдулає Ідрісса Майга (фр. Abdoulaye Idrissa Maïga; 11 березня 1958, Гао) — малійський політичний і державний діяч, прем'єр-міністр Малі (10 квітня 2017 — 31 грудня 2017), міністр територіального управління та міністр навколишнього середовища, водопостачання та санітарії (11 квітня 2014 — 8 січня 2015), міністр національної оборони Малі (3 вересня 2016 — 10 квітня 2017).

## Біографія
У 1981 році закінчив інженерний факультет Малійського сільського політехнічного інституту в Катібугу. Почав працювати в Міністерстві тваринництва та рибальства. З 1991 по 2001 рік був координатором тваринницьких проєктів у провінції Мопті. У 2001—2003 роках — науковий співробітник Міністерства сільськогосподарського розвитку. Відповідав за програми в групі планування і статистики зазначеного Міністерства. З 2003 по 2008 рік очолював відділ «Дослідження та моніторингу навколишнього середовища» Державного агентства з рибальства басейну річки Нігер зі штаб-квартирою в Бамако. Відтоді був консультантом декількох національних і міжнародних організацій.
Крім того, з 1990 по 1999 рік працював заступником генерального секретаря Малійського товариства з прав людини.
Під час президентських виборів 2013 року в Малі був керівником штабу виборчої кампанії Ібрагіма Бубакара Кейта, який був обраний президентом країни. Входить у близьке оточення Ібрагіма Бубакара Кейта. Був віцепрезидентом правлячої партії Об'єднання за Малі.
З 11 квітня 2014 по 8 січня 2015 року обіймав посаду міністра територіального управління та міністра навколишнього середовища, водопостачання та санітарії. Потім був призначений міністром національної оборони Малі (3 вересня 2016 — 10 квітня 2017).
З 10 квітня 2017 по 31 грудня 2017 року працював прем'єр-міністром Малі. Пішов у відставку несподівано без пояснення причин разом з усім своїм кабінетом.
Автор низки публікацій, брав участь у написанні колективної роботи «Малі: між сумнівами і надіями».
Батько 5 дітей.